# Gladys Hulette
Gladys Hulette (Arcade, 21 luglio 1896 – Montebello, 8 agosto 1991) è stata un'attrice statunitense. La sua carriera iniziò come attrice bambina in teatro e nel cinema muto e proseguì fin verso la metà degli anni trenta

## Biografia

### Attrice bambina

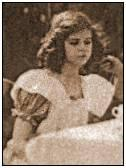
"Alice in Wonderland" (1910)

Figlia di una celebre cantante lirica, la Hulette ebbe un'intensa esperienza di attrice bambina, debuttando in teatro a soli tre anni di età e nel cinema quando ne aveva sette. In teatro fu tra i protagonisti di Sappho and Phaon di Percy MacKaye che andò in scena per la prima volta a Providence, in Rhode Island, il 4 ottobre 1907, in cui affiancava Bertha Kalich. Sempre ancora bambina, fece in suo debutto nel cinema nel film Romeo and Juliet (1908) e le furono presto affidate parti di rilievo, di regola riservate in quegli anni ad attrici più mature.
Fu "The Smoke Fairy" in Principessa Nicotina (J. Stuart Blackton, 1909), "Puck" in A Midsummer Night's Dream (regia di Charles Kent e J. Stuart Blackton, 1909), e "Alice" in Alice's Adventures in Wonderland (Edwin S. Porter, 1910). A teatro interpretò la piccola "Beth" in Piccole donne di Louisa May Alcott e il ruolo di "Mytyl" ne L'uccellino azzurro di Maurice Maeterlinck (1910).

### Attrice di film muti

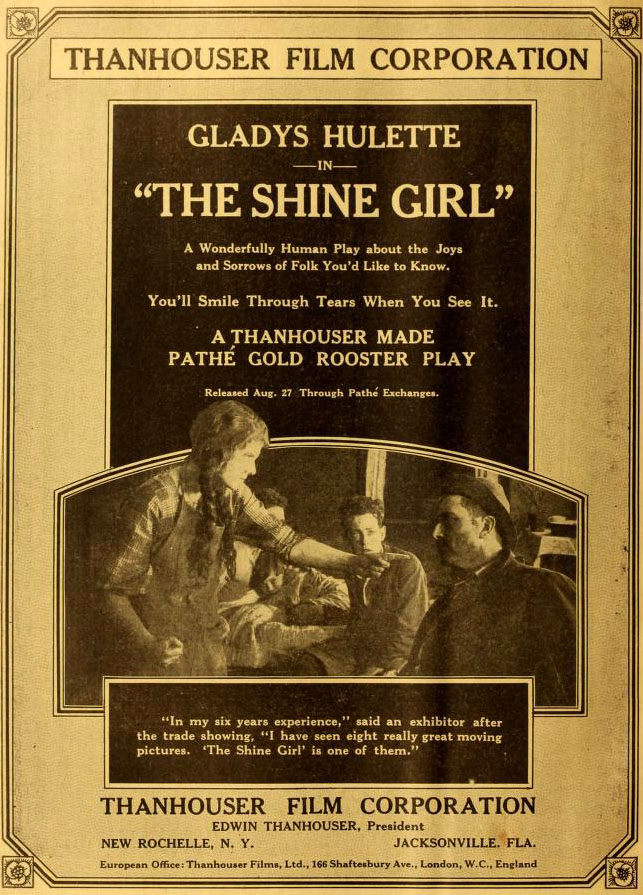
The Shine Girl (1916)

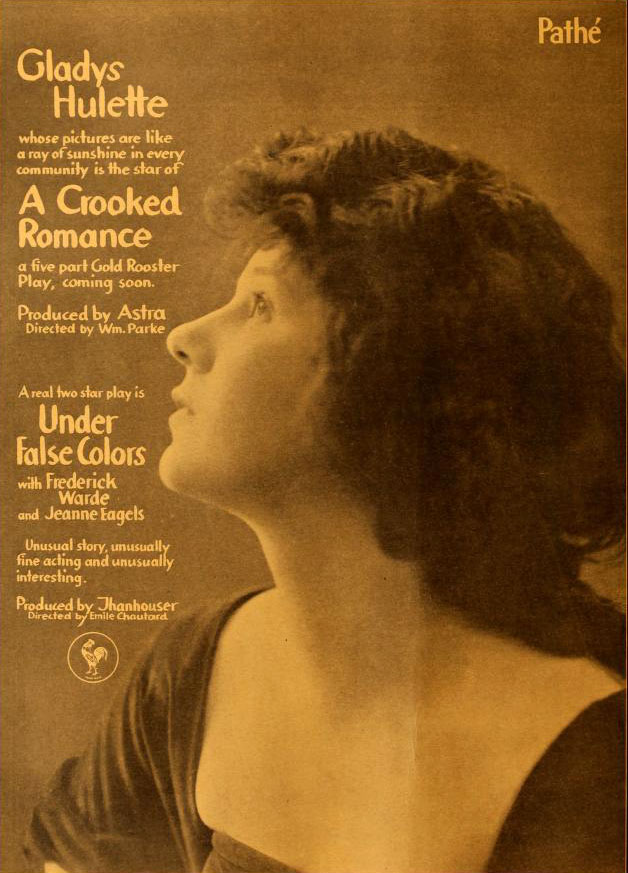
A Crooked Romance (1917)

Girò i suoi primi film sotto contratto con la Vitagraph. Agli albori della cinematografia gli attori di Broadway ritenevano poco dignitoso comparire nei film. In seguito la Hulette osservò che "gli eroi dei film erano per lo più bagnini di Coney Island". Ad un certo punto uno studio riuscì a convincere un celebre attore ad interpretare davanti alla macchina da presa il ruolo di Amleto; questo fatto contribuì ad aprire una breccia e a far sì che altri attori di Broadway si accostassero al nuovo medium.
Intorno al 1917 i film della Hulette erano prodotti e girati dal celebre regista William Parke; in quell'anno girò quello che resta il suo film più celebre, Streets of Illusion, in cui interpretava la parte di Beam al fianco di attori come Richard Barthelmess e J.H. Gilmour. Parke, che era anche proprietario di alcune compagnie teatrali, aiutò la Hulette a realizzare un film di successo dopo l'altro.
Sempre nel 1917 sposò il figlio del regista, William Parke Jr., da cui divorziò nel 1924. Nel 1921 era ormai una veterana dell'industria cinematografica. Recitò di nuovo insieme a Barthelmess in Tol'able David nella parte dell'ingenua Esther Hatburn. In un'intervista disse che non avrebbe potuto desiderare un ruolo diverso da quello.

### Il finale di carriera
Gladys Hulette debuttò nel cinema sonoro con Torch Singer del 1933. Le sue ultime apparizioni furono in Her Resale Value dello stesso anno e con due ruoli non accreditati in The Girl From Missouri e One Hour Late del 1934.
Morì a Montebello, in California, nel 1991, alla veneranda età di 95 anni.

## Riconoscimenti
- Young Hollywood Hall of Fame (1908-1919)

## Filmografia
La filmografia - secondo IMDb - è completa.
- Romeo and Juliet, regia di James Stuart Blackton – cortometraggio (1908)
- A Street Waif's Christmas, regia di Edwin S. Porter – cortometraggio – cortometraggio (1908)
- Princess Nicotine; or, The Smoke Fairy, regia di J. Stuart Blackton (non accreditato) – cortometraggio (1909)
- Hiawatha, regia di William V. Ranous – cortometraggio (1909)
- Thanksgiving, Then and Now – cortometraggio (1909)
- A Midsummer Night's Dream co-regia di Charles Kent e James Stuart Blackton – cortometraggio (1909)
- A Japanese Peach Boy, regia di Ashley Miller – cortometraggio (1910)
- Alice's Adventures in Wonderland, regia di Edwin S. Porter – cortometraggio (1910)
- Father's Dress Suit, regia di Bannister Merwin – cortometraggio (1911)
- The Star Spangled Banner, regia di J. Searle Dawley – cortometraggio (1911)
- Lorna Doone – cortometraggio (1911)[3]
- The Price of a Man – cortometraggio (1911)
- The Winds of Fate – cortometraggio (1911)
- Captain Barnacle's Baby, regia di Van Dyke Brooke – cortometraggio (1911)
- Pull for the Shore, Sailor! – cortometraggio (1911)
- Stage-Struck Lizzie, regia di C.J. Williams – cortometraggio (1911)
- Papa's Sweetheart, regia di Bannister Merwin – cortometraggio (1911)
- Jack and the Beanstalk, regia di J. Searle Dawley – cortometraggio (1912)
- The Bank President's Son, regia di Oscar Apfel – cortometraggio (1912)
- Martin Chuzzlewit, regia di Oscar Apfel, J. Searle Dawley – cortometraggio (1912)
- How the Boys Fought the Indians – cortometraggio (1912)
- The Librarian – cortometraggio (1912)
- The Harbinger of Peace – cortometraggio (1912)
- Her Royal Highness, regia di Walter Edwin – cortometraggio (1913)
- The Treasure of Captain Kidd, regia di Richard Ridgely – cortometraggio (1913)
- Bobbie's Long Trousers, regia di Charles M. Seay – cortometraggio (1913)
- The Younger Generation, regia di C. Jay Williams – cortometraggio (1913)
- The Embarrassment of Riches, regia di Charles M. Seavy – cortometraggio (1913)
- Why Girls Leave Home, regia di C. Jay Williams – cortometraggio (1913)
- Tired Bill's Career as a Butler – cortometraggio (1913)
- Silas Marner, regia di Charles Brabin – cortometraggio (1913)
- A Hornet's Nest, regia di Charles H. France – cortometraggio (1913)
- A Royal Romance, regia di Ashley Miller – cortometraggio (1913)
- Falling in Love with Inez, regia di C.J. Williams – cortometraggio (1913)
- The Janitor's Flirtation, regia di Charles M. Seay – cortometraggio (1914)
- How Bobby Called Her Bluff, regia di Charles M. Seay – cortometraggio (1914)
- The Active Life of Dolly of the Dailies, regia di Walter Edwin - serial (1914)
- An American King, regia di George Lessey – cortometraggio (1914)
- The Adventure of the Extra Baby, regia di Charles M. Seay – cortometraggio (1914)
- Courting Betty's Beau, regia di Charles M. Seay – cortometraggio (1914)
- With the Eyes of Love, regia di George Lessey – cortometraggio (1914)
- The Double Shadow, regia di Preston Kendall – cortometraggio (1914)
- The Lucky Vest, regia di Charles H. France – cortometraggio (1914)
- The Adventure of the Missing Legacy, regia di Charles M. Seay – cortometraggio (1914)
- A Foolish Agreement, regia di Ashley Miller – cortometraggio (1914)
- The Two Doctors, regia di George Lessey – cortometraggio (1914)
- A Deal in Statuary, regia di Charles M. Seay – cortometraggio (1914)
- A Canine Rival, regia di C.J. Williams – cortometraggio (1914)
- The Stuff That Dreams Are Made Of, regia di Charles H. France – cortometraggio (1914)
- A Village Scandal, regia di Charles M. Seay – cortometraggio (1914)
- An Absent-Minded Cupid, regia di Ashley Miller – cortometraggio
- A Summer Resort Idyll, regia di Charles M. Seay – cortometraggio (1914)
- Post No Bills, regia di C.J. Williams – cortometraggio (1914)
- The Poisoned Bit, regia di Preston Kendall – cortometraggio (1914)
- A Transplanted Prairie Flower, regia di Ashley Miller – cortometraggio (1914)
- George Washington Jones, regia di Charles H. France – cortometraggio (1914)
- Getting to the Ball Game, regia di Charles H. France – cortometraggio (1914)
- A Millinery Mix-Up, regia di Charles M. Seay – cortometraggio (1914)
- His Chorus Girl Wife, regia di Ashley Miller – cortometraggio (1914)
- A Double Elopement, regia di Charles M. Seay – cortometraggio (1914)
- Young Mrs. Winthrop, regia di Richard Ridgely – cortometraggio (1915)
- Tracked by the Hounds, regia di Charles H. France – cortometraggio (1915)
- Joey and His Trombone, regia di James W. Castle – cortometraggio (1915)
- A Thorn Among Roses – cortometraggio (1915)
- The Mission of Mr. Foo, regia di John H. Collins – cortometraggio (1915)
- Won Through Merit, regia di Eugene Nowland – cortometraggio (1915)
- Out of the Ruins, regia di Ashley Miller – cortometraggio (1915)
- Count Macaroni, regia di Will Louis – cortometraggio (1915)
- The Wrong Woman, regia di Richard Ridgely – cortometraggio (1915)
- The Working of a Miracle, regia di Ashley Miller – cortometraggio (1915)
- The Corporal's Daughter, regia di Will Louis – cortometraggio (1915)
- Eugene Aram, regia di Richard Ridgely (1915)
- The King of the Wire, regia di Ashley Miller – cortometraggio (1915)
- A Sprig of Shamrock, regia di Harry Beaumont – cortometraggio (1915)
- What Happened on the Barbuda, regia di Langdon West – cortometraggio (1915)
- His Majesty, the King – cortometraggio (1915)
- Ambition, regia di Howard M. Mitchell cortometraggio (1915)
- In the Name of the Law, regia di Eugene Nowland – cortometraggio (1916)
- What Doris Did, regia di George Foster Platt – cortometraggio (1916)
- The Flight of the Duchess, regia di Eugene Nowland (1916)
- The Traffic Cop, regia di Howard M. Mitchell (1916)
- The Girl from Chicago – cortometraggio (1916)
- When She Played Broadway – cortometraggio (1916)
- Other People's Money, regia di William Parke (1916)
- The Shine Girl, regia di William Parke (1916)
- Prudence, the Pirate, regia di William Parke (1916)
- Her New York, regia di O.A.C. Lund e di Eugene Moore (1917)
- Pots-and-Pans Peggy, regia di Eugene Moore (1917)
- The Candy Girl, regia di W. Eugene Moore (1917)
- The Cigarette Girl, regia di William Parke (1917)
- The Last of the Carnabys, regia di William Parke (1917)
- The Streets of Illusion, regia di William Parke (1917)
- Miss Nobody, regia di William Parke (1917)
- A Crooked Romance, regia di William Parke (1917)
- Over the Hill, regia di William Parke (1917)
- Mrs. Slacker, regia di Hobart Henley (1918)
- For Sale, regia di Fred E. Wright (1918)
- Annexing Bill, regia di Albert Parker (1918)
- Waifs, regia di Albert Parker (1918)
- High Speed, regia di Charles Miller (1920)
- The Silent Barrier, regia di William Worthington (1920)
- Tol'able David, regia di Henry King (1921)
- Il sigillo di Cardi (Fair Lady), regia di Kenneth S. Webb (1922)
- The Referee, regia di Ralph Ince (1922)
- Secrets of Paris, regia di Kenneth S. Webb (1922)
- How Women Love, regia di Kenneth S. Webb (1922)
- As a Man Lives , regia di J. Searle Dawley (1923)
- I nemici delle donne (Enemies of Women), regia di Alan Crosland (1923)
- Whispering Palms (1923)
- Paraocchi (Hoodman Blind), regia di John Ford (1923)
- The Night Message, regia di Perley Poore Sheehan (1924)
- Il cavallo d'acciaio (The Iron Horse), regia di John Ford (1924)
- The Family Secret, regia di William A. Seiter (1924)
- The Slanderers, regia di Nat Ross (1924)
- The Ridin' Kid from Powder River, regia di Edward Sedgwick (1924)
- On the Threshold, regia di Renaud Hoffman (1925)
- Private Affairs, regia di Renaud Hoffman (1925)
- La brigantessa (Go Straight), regia di Frank O'Connor (1925)
- Lena Rivers, regia di Whitman Bennett (1925)
- The Thoroughbred, regia di Oscar Apfel (1925)
- The Mystic, regia di Tod Browning (1925)
- The Pride of the Force (1925)
- The Skyrocket, regia di Marshall Neilan (1926)
- The Warning Signal, regia di Charles J. Hunt (1926)
- Unknown Treasures, regia di Archie Mayo (1926)
- Jack O'Hearts, regia di David Hartford (1926)
- Be Your Age, regia di Leo McCarey – cortometraggio (1926)
- The Night Owl, regia di Harry Joe Brown (1926)
- Combat, regia di Albert Hiatt (1927)
- A Bowery Cinderella, regia di Burton King (Burton L. King) (1927)
- Faithless Lover, regia di Lawrence C. Windom (1928)
- Making the Varsity, regia di Cliff Wheeler (1928)
- Life's Crossroads, regia di Edgar Lewis (1928)
- Her Resale Value, regia di Reeves Eason (B. Reeves Eason) (1933)
- Torch Singer, regia di Alexander Hall e George Somnes (1933)
- Pura al cento per cento (The Girl from Missouri), regia di Jack Conway e (non accreditato) Sam Wood (1934)
- One Hour Late, regia di Ralph Murphy (1934)

## Teatro
- The Kreutzer Sonata (Lyric Theatre, Broadway, 1906) - 19 rappresentazioni
- Sappho and Phaon (Lyric Theatre, Broadway, 1907) - 7 rappresentazioni
- A Doll's House (Bijou Theatre, Broadway, 1907) - 49 rappresentazioni
- The Faith Healer (Savoy Theatre, Broadway, 1910) - 6 rappresentazioni
- The Blue Bird (New Theatre, Broadway, 1910; Majestic Theatre, Broadway, 1910-11)
- Little Women (Playhouse Theatre, Broadway, 1912-13) - 184 rappresentazioni